# Stazione di Melito di Porto Salvo
La stazione di Melito di Porto Salvo è una stazione ferroviaria, gestita da RFI posta sulla ferrovia Jonica, a servizio dell'omonima città. È capolinea sud del servizio suburbano di Reggio Calabria.
La stazione è parte del Metro Tamburello.

## Storia
La stazione fu dotata nel 1999 di un nuovo fabbricato viaggiatori.

## Strutture e impianti
La stazione dispone di un fabbricato viaggiatori, di 3 binari serviti da due banchine. Era presente un quarto binario, ora in fase di ricostruzione a causa di un franamento del terreno, servito anch'esso da una banchina. La stazione manca di area merci.
Nel 2006 è stata installata l'elettrificazione fino a Reggio Calabria. È in corso la elettrificazione verso Catanzaro Lido e quindi verso Sibari.

## Servizi
La stazione è fornita dei seguenti servizi:
- Biglietteria automatica
- Sala d'attesa
- Servizi igienici
- Bar

## Interscambi
- Stazione taxi